# 乔治·桑故居

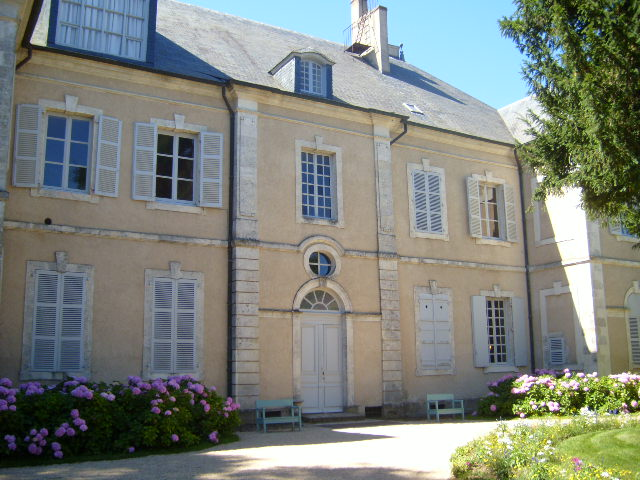

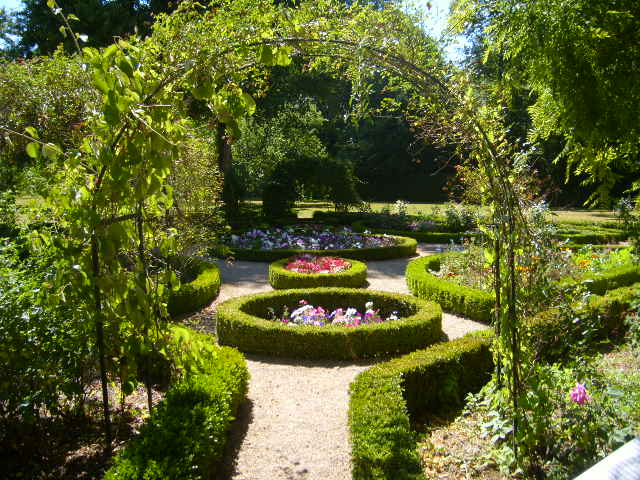

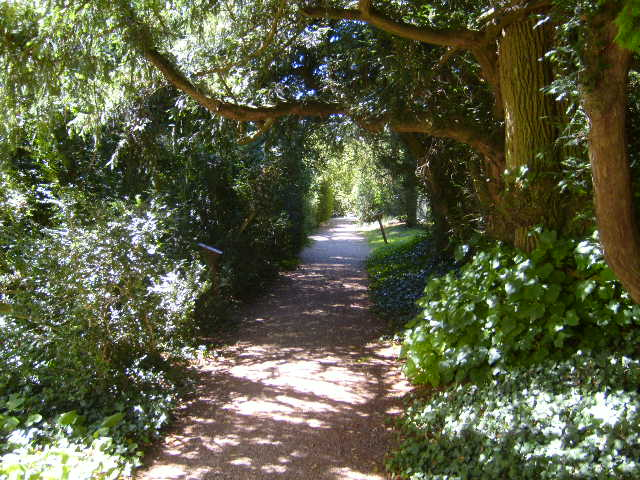

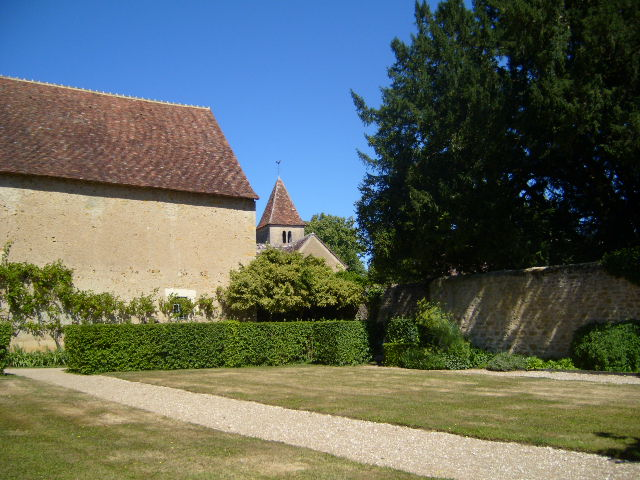

乔治·桑故居（Domaine de George Sand）是法国的一座作家故居博物馆，位于法国中部贝里地区中心地带，安德尔省的小村庄诺昂村。这是法国作家乔治·桑 （原名奥萝尔·迪潘；1804&ndash；1876）的故居，1952年被法国政府收购。这座房子之所以被保存下来，是因为这是乔治·桑写下许多书的地方，也是招待她那个时代最重要的艺术家和作家的地方，包括肖邦、李斯特、巴尔扎克、屠格涅夫和德拉克洛瓦。
作家和她的家人埋在花园和乡村教堂之间的一个小墓地里。花园被法国文化部列为“法国著名花园”。这所房子对公众开放，由“国家古迹中心”管理。

## 描述
这座房子有一个大花园和一个小公园，里面有很多乔治·桑自己设计的特色。 游客可以可以看到乔治·桑安装的隔音板，在她与弗雷德里克·肖邦住在这里时, 用来隔绝钢琴的声音，还有两颗雪松，是她为纪念两个孩子莫里斯和苏兰琪的出生而种植。 有几个房间都是由乔治·桑自己设计，包括她去世的“蓝色房间”。

## 历史
早在1228年，法国编年史就提到了“诺昂”村。这里有一座庄园，于1450年至1452年间重建。原来的两座塔楼，现在是农场的一部分。1767年，皮埃尔·皮尔龙（Pierre Pearron）买下了这片土地和房子，他将庄园重建成了现在的样子。
1793年，在法国大革命期间，这片土地被卖给了法国军事英雄莫里斯·德·萨克斯的私生女玛丽·奥罗尔·德·萨克森。她是波兰国王奥古斯特二世的孙女，也是乔治·桑的祖母，她布置了花园并修建了主楼梯。
1808年，当时只有四岁的奥萝尔·迪潘（即后来的乔治·桑），因父亲、法国陆军军官莫里斯·迪潘意外身亡，来到祖母家中生活。奥萝尔的祖母不喜欢孩子过于活泼和自由的生活方式，随后她把奥萝尔送到了修道院。
当奥罗16岁时，她的祖母因中风而瘫痪，奥罗回到诺昂照顾她。当她的祖母于1821年去世时，奥罗得到这所房子作为遗产。第二年，她嫁给了大她九岁的卡西米尔·杜德万男爵。他们有两个孩子，莫里斯（1823–1889）和苏兰琪（1828–1899）。为了纪念孩子们的出生，奥罗雷在房子前种了两棵雪松，至今仍在。
1830年，奥萝尔爱上了儒勒·桑多（Jules Sandeau），并与桑多合作完成了她的第一本书，从他的姓氏中取了她著名的笔名“乔治·桑”，离开丈夫搬到了巴黎。在那里，她写了两部小说，《安蒂亚娜》（Indiana）和《莱丽娅》（Lélia）。当她不在诺昂时，她的丈夫霸占了这所房子。通过诉讼，她要回了房子，并于1837年搬回了房子。
从1837年到1876年去世，她在这所房子里度过了漫长的夏天，通常从5月到11月，在那里她招待了许多当时最著名的艺术家，包括作曲家弗朗茨·李斯特、作家巴尔扎克和古斯塔夫·福楼拜，以及画家欧仁·德拉克罗瓦。从1839年到1847年，弗雷德里克·肖邦 与她一起住在房子里，完成了《第二号钢琴奏鸣曲》，并创作了《f小调幻想曲》、两首《夜曲，作品37》和四首《玛祖卡，作品41》。至今仍能看到为隔绝肖邦钢琴声而安装的隔音板。
乔治·桑的许多最著名的小说，包括《康素爱萝》（Consuelo，1843）、《迪亚布尔》（La Mare au Diable）和《安吉堡的磨工》（Le Meunier d‘Angibault）, 都是在这所房子里创作的，她的大部分小说，都以贝里乡下和诺昂周围的村庄为背景。

## 现状
1876年她去世后，这座房子传给了她的儿子莫里斯。这座房子留在家族手中，直到1961年莫里斯的长女奥罗（Aurore，1866–1961）去世。随后，它被法国政府买下。1952年，它被列为法国国家历史古迹， 1961年以“诺昂乔治·桑故居”（Maison de George Sand à Nohant）之名向公众开放。今天，它是一座献给作者、她的作品和她的遗产的博物馆。